# 天鹽金浦站

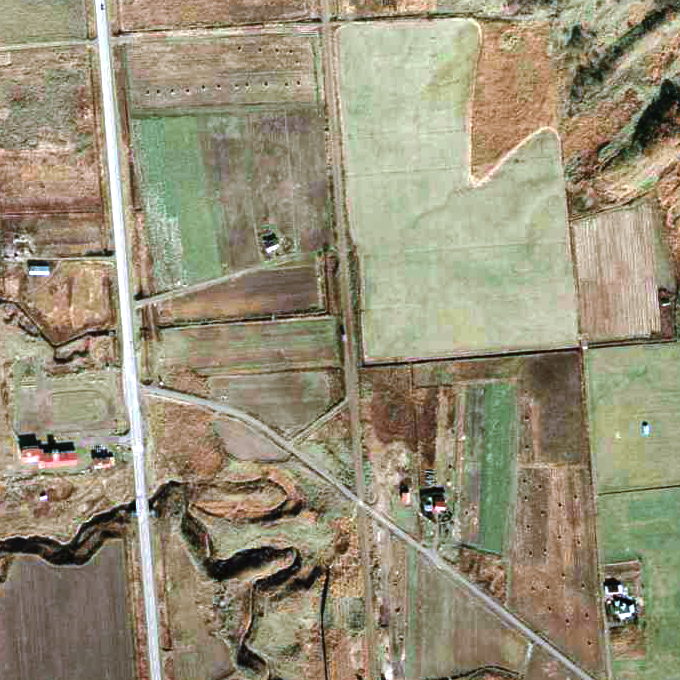
1977年的天鹽金浦站與方圓約500米範圍。上方為幌延方向。與共成站一樣，車站以臨時乘降場的風格建造，以石塊堆成一座可容納2卡車廂的月台。在月台旁設有候車室。周邊為稻農地區。下方設有一條名為「トマタウシュナイ川」的河流流過。

天鹽金浦站（日语：／ Teshio-Kanaura eki */?）是位於北海道天鹽郡遠別町字金浦，日本國有鐵道（國鐵）的羽幌線車站（廢站）。隨著羽幌線廢線，車站在1987年（昭和62年）3月30日廢除。
部分普通列車通過此站。在1986年（昭和61年）11月1日的時間表修正（廢除前的時間表）中，下行2班通過此站（當中1班是急行「羽幌」後續，停靠主要站的列車）。

## 歷史
- 1958年（昭和33年）10月18日 - 日本國有鐵道（國鐵）羽幌線初山別站至遠別站之間開通，此站啟用[1]。當時為旅客車站[1]。
- 1987年（昭和62年）3月30日 - 羽幌線全線廢除，此站也廢除。

## 車站構造
截至車站廢除前，車站是一座地面車站，設有1面1線的單式月台。月台位於路軌西邊（幌延方向的列車會開啟左邊車門）。
此站是無人車站，月台上設有候車室，沒有車站大樓。

## 站名的由來
車站名稱取自所在地的名稱「金浦」。但是為了區別羽越本線金浦站，因此使用了舊國名「天鹽」。地名是取自該處的小學校長 金野貫一（或是 憲一）的「金」字，以及希望可以捕獲鯡魚的海岸的「浦」字合成。

## 車站周邊
本站周邊地區是水稻種植的北邊界限。
- 國道232號（日语：国道232号）（天賣國道/日本海奧羅龍線（日语：日本海オロロンライン））
- 金浦原生花園（日语：原生花園）

## 現況
截至1999年（平成11年），車站只剩下了雪柵欄。截至2010年（平成22年）也是同樣。車站遺址變成一塊草地。

## 相鄰車站
日本國有鐵道
羽幌線
歌越－天鹽金浦－遠別

## 注腳
1. 1 2 3 4  石野哲（編）. . JTB. 1998: 872. ISBN 978-4-533-02980-6 （日语）.
2. ↑  時刻表《JNR編集 時刻表 1987年4月号》（弘濟出版社，1987年4月發行）JR新聞13頁。
3. ↑  書籍《国鉄全線各駅停車1 北海道690駅》（小學館，1983年7月發行）202頁。
4. 1 2  本多 貢. 児玉　芳明 , 编. . 札幌市: 北海道新聞社. 1995-01-25: 71  [2018-10-16]. ISBN 4893637606. OCLC 40491505 （日语）.
5. 1 2   第1版. 札幌市: 日本国有鉄道北海道総局. 1973-3-25: 109–110. ASIN B000J9RBUY （日语）.
6. ↑  書籍《鉄道廃線跡を歩くVI》（JTB出版，1999年3月發行）23頁。
7. ↑  書籍《新 鉄道廃線跡を歩く1 北海道・北東北編》（JTB出版，2010年4月發行）46-47頁。

## 外部連結
- 羽幌線廢線跡調査 （页面存档备份，存于）（日語）